# ميشيل بوتور
ميشال بوتور (بالفرنسية: Michel Butor) ‏(14 سبتمبر 1926 - 24 أغسطس 2016) أديب وشاعر فرنسي، يعد من أهم كتاب الرواية الجديدة في فرنسا.

## حياته
ولد ميشال بيتور يوم 14 سبتمبر 1926 في مونس-إن-بارول شمالي فرنسا. درس الفلسفة والفيلولوجيا في جامعة السوربون، ثم عمل أستاذا في كل من مصر وبريطانيا واليونان وسويسرا. عاد إلى باريس عام 1958 حيث عمل كمحرر في دار للنشر. عاد إلى مهنة التدريس بين عامي 1970 و1980 حيث درّس في العديد من الجامعات بينها جامعة نيس، وجامعة جنيف التي عمل فيها كدرس للأدب الفرنسي بين عامي 1975 و1991 حتى تقاعده عام 1991.
يعد بيتور أحد أهم كتاب الرواية الجديدة في فرنسا إلى جانب روب جرييه وناتالي ساروتي وكلود سيمون. وكان ممن يفضلون الصيغة التجريبية للأدب؛ نمط من الكتابة نشأ في خمسينيات القرن العشرين. أطاح بالبنى السردية للرواية بعمله «التعديل» (بالفرنسية: La modification)، وبمناسبة معرض كرسته له مكتبة فرنسا الوطنية عام 2006 قال بيتور إن «الكتابة تعني الإطاحة بالحواجز».
سافر بيتور إلى مختلف قارات العالم، وزار دولاً في أوروبا وآسيا والولايات المتحدة الأميركية وأستراليا حيث شارك في دورات ومؤتمرات، وجمع مساهماته فيها ضمن سلسلة من الكتب أصدرها.

## الوفاة
توفي ميشال بيتور يوم 24 أغسطس 2016 في مستشفى بمنطقة أوت سافوا شرقي فرنسا عن 89 عاما.

## المؤلفات
- ممر ميلانو (1954)
- جدول الوقت (1956)،
- التعديل (1957)

إلى جانب تأليفه مجموعات شعرية ومقالات.

## جوائز
- جائزة أبولو.
- جائزة الصفن.
- جائزة فينيون.
- جائزة رينودو الأدبية.

## روابط خارجية
- ميشيل بوتور على موقع IMDb (الإنجليزية)
- ميشيل بوتور على موقع الموسوعة البريطانية (الإنجليزية)
- ميشيل بوتور على موقع مونزينجر (الألمانية)
- ميشيل بوتور على موقع ميوزك برينز (الإنجليزية)
- ميشيل بوتور على موقع إن إن دي بي (الإنجليزية)
- ميشيل بوتور على موقع ديسكوغز (الإنجليزية)
- ميشيل بوتور على موقع قاعدة بيانات الفيلم (الإنجليزية)